# Temesvári Rádió
A Temesvári Rádió (románul Radio Timișoara) egy romániai állami regionális közszolgálati rádióadó, amely több nyelven (románul, szerbül, németül, magyarul, ezen kívül szlovák, cseh, bolgár, ukrán és ruszin nyelven) sugározza műsorát. Székhelye Temesváron van.
A rádió magyar adása elsősorban Arad, Hunyad, Krassó-Szörény és Temes megyék magyar közösségei számára készíti műsorait, de a középhullámú adó nagy teljesítményének köszönhetően az adások egész Nyugat-Romániában, Erdély keleti részén, sőt Délkelet-Magyarországon és a Vajdaságban is foghatók, de jobb terjedés esetén még Budapesten is hallgatható.

## Története
1955. május 5-én kezdte meg a működését. Magyar adás 1989. december 22. óta van.

## Frekvenciák
| Sáv              | Frekvencia (Adó)                          | Internetes vétel | Magyar adás                    |
| ---------------- | ----------------------------------------- | ---------------- | ------------------------------ |
| Ultrarövidhullám | 105,9 MHz (Temesvár) 103,6 MHz (Kiskossó) | Online adás      | Naponta 20–21 óra (EET) között |
| Középhullám      | 630 kHz (Temesvár)                        | Online adás      | Naponta 14–15 óra (EET) között |

Temesvár első ízben a Montreux-i Rádióértekezleten kapott frekvenciát: a 755 kHz-et, illetve az 1411 kHz-et. Az 1976-os genfi konferencián kapta a 629 kHz-et, amelyet az 1978-as genfi konferencia változtatott 630 kHz-re. Egy ideig volt frekvenciaengedélye egy Temesvár II jelű adónak is. Ezek a 720 és az 1314 kHz frekvenciák voltak

## Külső hivatkozások
- Honlap (románul)
- A temesvári magyar nyelvű rádiózás 20 éve
- A korábbi magyar adások archívuma